# 783
783 је била проста година.

## Догађаји
- Википедија:Непознат датум — Владавина династије Абасида у Багдаду.
- Устанак Словена против Византије

- Византијска експедициона снага под вођством Стауракија, главног министра (логотета), почиње кампању против заједница (Склавиније). Полазећи из Цариграда, царска војска прати трачку обалу у Македонију, а затим на југ у Тесалију, средњу Грчку и Пелопонез. Стауракиос гуши словенске побуне и  обнавља византијску власт над овим областима и прикупља плен и данак од локалног становништва.
- 30. април – Хилдегарда, супруга краља Карла Великог, умрла је на порођају након деветог порођаја за мање од 12 година брака. Његова мајка, Бертрада од Лаона, умире у лето и са великом церемонијом је сахрањена поред свог мужа Пипина Малог, у опатији Сент Дени (данашњи Париз).
- Октобар – Карло Велики се жени Фастрадом, 18-годишњом ћерком франачког грофа по имену Рудолф, и чини је својом краљицом у Вормсу. Вероватан разлог за брак је учвршћивање франачког савеза источно од Рајне, против Саса у Доњој Саксонији (савремена Немачка).
- Зима – Саксонски ратови: Карло Велики побеђује саксонске побуњенике у тродневној бици поред реке Хасе, и утврђења на Витекиндсбергу, пре него што опустоши јужну Саксонију. Фризијски устанак против каролиншке владавине подржава војвода Видукинд.

## Смрти
- Бертрада од Лаона

- Сило Астуријски